# سوگا شوهاکو
سوگا شوهاکو (به ژاپنی: 曾我蕭白 Soga Shōhaku); 1730 – ۳۰ ژانویهٔ ۱۷۸۱) نقاش در دوره ادو اهل ژاپن بود.